# Testa di pastore

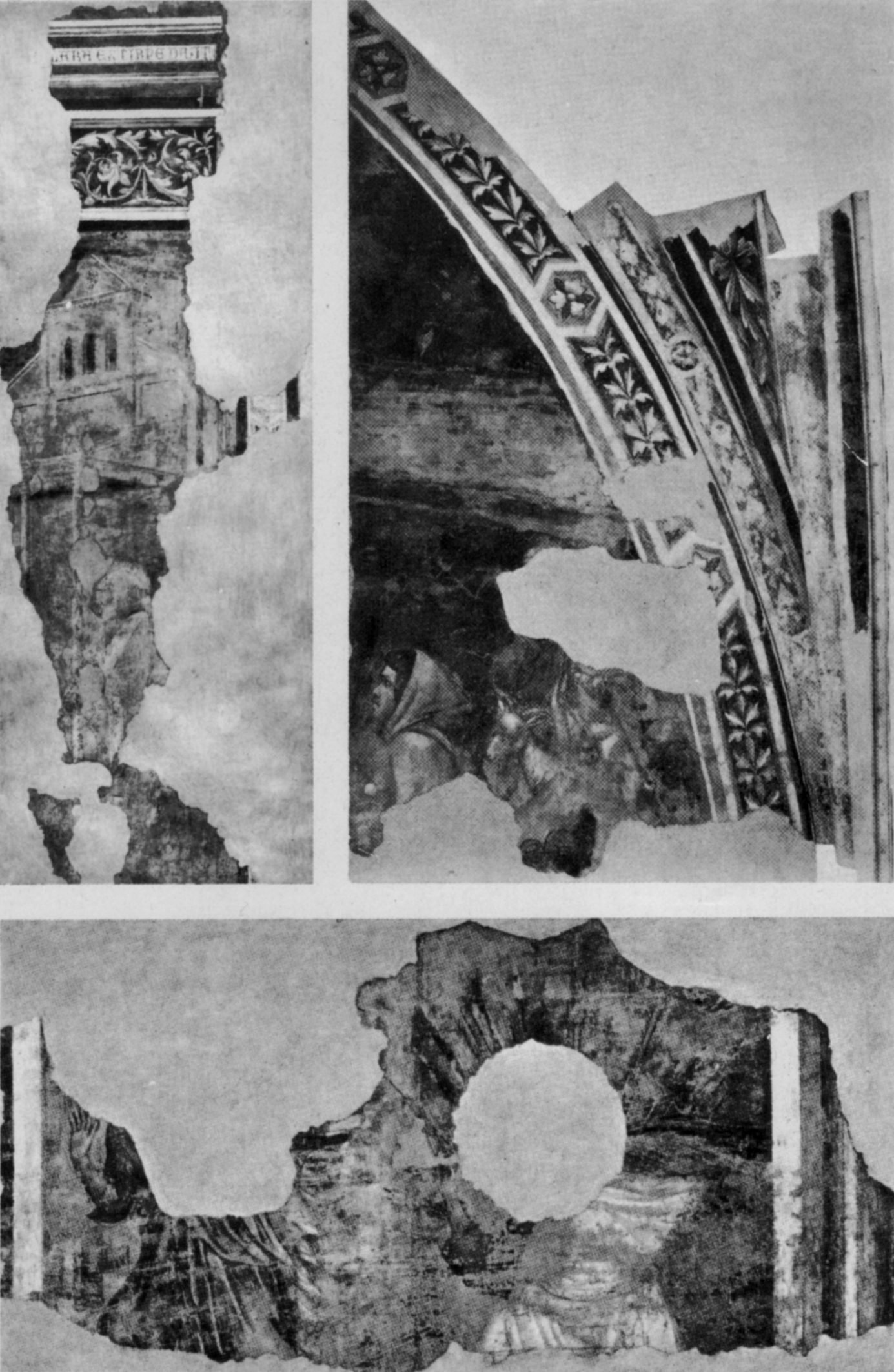
I frammenti del ciclo della Badia

La Testa di pastore è un affresco frammentario staccato (250x135 cm) attribuito a Giotto, databile al 1315-1325 circa e conservato nella Galleria dell'Accademia a Firenze.

## Storia
L'opera proviene dalla cappella maggiore della Badia Fiorentina, dove venne rinvenuto in seguito a indagini volte a risalire agli affreschi che le fonti citano come opera di Giotto, autore anche del polittico dell'altare maggiore oggi negli Uffizi. Lorenzo Ghiberti in particolare parlò nei Commentari di un affresco con la Madonna tra due santi sopra il portale arnolfiano d'ingresso (all'epoca su via dei Magazzini) e altri nella cappella Maggiore (all'epoca lungo via del Proconsolo). Della cappella maggiore parlò anche Vasari che riferì gli affreschi alla prima attività giovanile dell'artista, apprezzando in particolare una Madonna annunciata. Altre citazioni più brevi si hanno nel Libro di Antonio Billi, nell'Anonimo Magliabechiano e nel Gelli.
Nel 1625, quando venne ristrutturata la chiesa modificandone anche l'orientamento, venne alzata una parete a ridosso dell'antico muro di fondo, creando una sottile intercapedine dove nel 1959 vennero ritrovati tre frammenti, staccati da D. Dini ed esposti a Firenze nel 1966 (Forte Belvedere) e nel 1967 (Orsanmichele).
La Testa di pastore è il migliore frammento rinvenuto e l'autografia giottesca è stata a lungo dibattuta dalla critica, ma in anni più recenti sembra essere stata raggiunta una certa concordia sull'attribuzione al maestro almeno della Testa di pastore, per la notevole qualità pittorica.
Anche la datazione è stata oggetto di svariate ipotesi, assestandosi infine in un momento intermedio tra gli affreschi della Cappella Peruzzi (1310-1315 circa) e quelli della Cappella Bardi (1325-1330 circa), entrambi in Santa Croce.

## Descrizione e stile
Il frammento doveva forse fare parte della scena di Gioacchino tra i pastori. Mostra la testa di un giovane pastore di profilo, con cappuccio, dalla viva freschezza, con una forte linea di contorno che ne esalta i lineamenti. Egli reca a tracolla una bisaccia ed è sullo sfondo di un cielo azzurro intenso. Dietro di esso, sullo sfondo di una sorta di montagnola, si vede la testa di un capretto, dal disegno più sommario. In basso a destra si intravedono alcuni armenti. La scena fa parte di una lunetta che misura 250x135 cm.
Esiste poi un frammento con un prospetto di chiesa con un'iscrizione ([C]LARA EXTIRPE DAVIT) che misura 420x150 cm, forse una Presentazione di Maria al Tempio già nella zona inferiore della parete, e un altro frammento con due figure di 120x230 cm. Queste ultime due sono prive della testa, che come di consueto all'epoca si provò probabilmente ad asportare a massello, tenendole come oggetto di venerazione, e facevano forse parte di un'Annunciazione. Assieme a un ulteriore frammento di costolone, queste scene, già conservate nei depositi della soprintendenza, sono state recentemente restituite alla Badia, esponendole nella cappella Pandolfini.